# Chamaecrista kolabensis
Chamaecrista kolabensis là một loài thực vật có hoa trong họ Đậu. Loài này được ("Kothari, Moorthy & M.P.Nayar") V.Singh miêu tả khoa học đầu tiên.